# Citerna
Citerna är en ort och kommun i provinsen Perugia i regionen Umbrien i Italien. Kommunen hade 3 432 invånare (2018).